# Brobackatunneln
Brobackatunneln är en järnvägstunnel vid sjön Ålandasjön i Alingsås kommun.
Tunneln var en av de första järnvägstunnlarna i Sverige där dynamit användes när den anlades åt Västergötland–Göteborgs Järnvägar (VGJ) i slutet av 1800-talet. Tunneln togs sedan i bruk den 1 januari 1900. Den 1 juli 1948 förstatligades VGJ och tunnel med spår kom i statlig ägo.
Trafiken genom tunneln lades ned år 1970 och tunneln samt angränsande spår övertogs av Anten–Gräfsnäs Järnväg. De första åren användes spåren och tunneln söder om Anten som uppställningsspår. År 1994 återinvigdes tunneln för museijärnvägstrafik efter en upprustning där lösa stenar togs bort och berget förstärktes med bultar och betong. En hållplats anlades också ca 250 meter söder om tunneln som fick namnet Brobacka.
Museitrafik bedrevs genom tunneln fram till år 2004 då spåret i tunneln tillfälligt togs bort för att möjliggöra att en optokabel grävdes ner i tunneln. Återläggning av spåret dröjde dock till sommaren 2022.
Brobackatunneln trafikeras inte ännu (maj 2025).

## Filminspelning
I slutet av 1960-talet användes tunneln vid inspelningen av filmen På rymmen med Pippi Långstrump.